# Teplice
Teplice până în 1948 denumit Teplice-Šanov, germană „Teplitz-Schönau” sau „Töplitz” este un oraș reședință de district cu 51.193 de locuitori din Boemia de nord, regiunea Ústecký kraj, Cehia. Orașul este deja în secolul XVIII o stațiune balneară renumită, unde au venit personalități din Europa ca Ludwig van Beethoven și Johann Wolfgang von Goethe, care s-au întâlnit aici în anul 1812.